# Епархия Пресвятой Троицы (Алма-Ата)
Епа́рхия Пресвято́й Тро́ицы в Алма́-Ате́ (лат. Dioecesis Sanctissimae Trinitatis in Almata) — римско-католическая епархия с центром (кафедрой) в Алма-Ате (Казахстан). Подчинена архиепархии Пресвятой Девы Марии. Территория епархии охватывает Кызылординскую, Южно-Казахстанскую, Жамбылскую, Алматинскую область и Алма-Ату. Кафедральным собором епархии является церковь Пресвятой Троицы в Алма-Ате.

## История
7 июля 1999 года была образована апостольская администратура с центром в Алма-Ате, подчинённая Карагандинской епархии. 17 мая 2003 года Алма-Атинская апостольская администратура была возведена в ранг епархии и подчинена архиепархии Пресвятой Девы Марии с центром в Астане.
Первым епископом стал Генрих Феофил Хованец O.F.M. С 5 марта 2011 года возглавляет епархию епископ Хосе Луис Мумбиела Сьерра. Генеральный викарий — Ян Богумил Беднарский O.F.M.

## Приходы
- Приход Пресвятой Троицы (Алма-Ата)
- Приход Пресвятой Богоматери (Алма-Ата)
- Приход Непорочного Зачатия Девы Марии (Капчагай)
- Приход Успения Пресвятой Богородицы (Талгар)
- Приход Наисвятейшего Сердца Иисуса (Есик)
- Приход Святого Крестителя Иоанна (Талдыкорган)
- Приход Успения Богородицы (Тараз)
- Приход Святой Терезы Младенца Иисуса (Шымкент)
- Приход Марии — Царицы Мучеников (Жаркент)
- Приход Святого Андрея Кима (Жетыген)

## Статистика
По данным на 2014 год в епархии имеется 8 приходов, 6 епархиальных (то есть не монашествующих) и 6 монашествующих священников (общее число монахов — 7, монахинь — 14). Общее число католиков оценивается в 50 000 человек
В епархии Пресвятой Троицы расположено казахстанское отделение персональной прелатуры Опус Деи и межъепархиальный церковный суд. Среди монашествующих священников — представители францисканцев и институт воплощённого слова [Instituto del Verbo Encarnado, I.V.E.].
| год  | население | население | население | священники | священники        | священники         | священники                           | постоянные диаконы | монахи  | монахи  | приходы |
| год  | католики  | всего     | %         | всего      | белое духовенство | черное духовенство | число католиков на одного священника | постоянные диаконы | мужчины | женщины | приходы |
| ---- | --------- | --------- | --------- | ---------- | ----------------- | ------------------ | ------------------------------------ | ------------------ | ------- | ------- | ------- |
| 2000 | 50.000    | 6.312.600 | 0,8       | 12         | 8                 | 4                  | 4.166                                |                    | 5       | 5       | 7       |
| 2001 | 50.000    | 6.267.000 | 0,8       | 11         | 8                 | 3                  | 4.545                                |                    | 4       | 5       | 7       |
| 2002 | 50.000    | 6.267.000 | 0,8       | 15         | 10                | 5                  | 3.333                                |                    | 7       | 6       | 7       |
| 2003 | 50.000    | 6.267.000 | 0,8       | 15         | 10                | 5                  | 3.333                                |                    | 8       | 6       | 7       |
| 2004 | 50.000    | 6.267.000 | 0,8       | 17         | 11                | 6                  | 2.941                                |                    | 9       | 7       | 7       |
| 2005 | 50.000    | 6.267.000 | 0,8       | 18         | 13                | 5                  | 2.777                                |                    | 6       | 6       | 8       |
| 2010 | 50.000    | 6.400.000 | 0,8       | 18         | 11                | 7                  | 2.777                                |                    | 10      | 18      | 9       |
| 2014 | 40.000    | 6.372.000 | 0,6       | 16         | 9                 | 7                  | 2.500                                |                    | 8       | 18      | 10      |
| 2017 | 40.000    | 7.013.500 | 0,6       | 16         | 11                | 5                  | 2.500                                |                    | 6       | 22      | 10      |